# 酸酸甜甜香港地
《酸酸甜甜香港地》是香港話劇團、香港中樂團和香港舞蹈團聯合製作的音樂劇，國、粵語對白，並由毛俊輝導演、何冀平編劇，音樂的主創人員則有作曲家顧嘉煇、填詞人黃霑、編曲人閻惠昌和徐日勤。該劇於2003至2004年間的香港三度上演，並曾移師至杭州和上海演出。

## 簡介
非典型肺炎疫潮後，為勉勵香港人，香港政府出資邀請香港話劇團、香港中樂團和香港舞蹈團合作。劇名由黃霑所定，劇本改編自何冀平的原創話劇《明月何曾是兩鄉》，藉老麵店福記和新開薄餅店之間的競爭故事，表現香港兩種衝突和融合：回歸後的新移民與本地人、時尚與傳統，以及香港人靈活拚搏的精神。此劇走親民的喜劇路線，以大團圓結局收場  ；並獲形容為何冀平首部「香港主旋律」作品。
音樂編制以五十人的中樂團為主力，加上琴、電結他、結他、鼓、電子合成器五種西洋樂器，並採用西樂的編曲手法。顧嘉煇表示自己移居溫哥華後因多接觸了西洋音樂，曲風受到影響，為配合情節場景亦加入了新潮的元素如嘻哈。何冀平提供歌詞的意念和草稿，再經黃霑改寫，詞風是黃霑一貫的率真淺白。

## 演出
2003至2004年間，此劇在香港演出過三次，首兩次在香港文化中心大劇院，共14場，第三次在香港演藝學院歌劇院，共4場；入座率依次為100%、94%、96%，總觀眾人次則是12439、7685及3650。
2004年9月，劇團兩度在中國大陸演出：先是參加第七屆中國藝術節，地點為杭州蕭山劇院，及後為上海慈善基金會籌款到上海逸夫舞台演出。為使觀眾適應，加添了普通話對白並佐以字幕。

## 評論
評論界對此劇褒貶不一：對演員的表現大多給予好評，並讚揚舞蹈種類多元、調度良好；對音樂方面的普遍形容是通俗、流暢、簡潔。華文戲劇專家方梓勳視之為「『煇黃（指顧嘉煇和黃霑）』公式的變奏」。上海音樂學院教授何占豪認為「東西方音樂（流行及民族音樂）揉合得極為恰當」。音樂人苗傑則批抨音樂欠缺個性，「主題不夠清晰」。亦有論者指出這本非音樂劇，時間緊迫下在已有的劇本上強行插入歌曲和舞蹈，顯得「堆砌」，而且舞蹈員和演員之間沒有交流。
其他批評則多集中於編劇，例如人物刻畫薄弱；主線橋段陳舊；部分情節欠說服力，如由於顧客對象完全不同，薄餅店與老麵店不可能構成直接競爭；救星突然降臨的大團圓結局牽強，與港人自力更生的勵志主題產生衝突等。

## 演員
| 姓名   | 角色                     |
| ------ | ------------------------ |
| 龔小玲 | 天娜                     |
| 王維   | 冬至                     |
| 周志輝 | 福叔                     |
| 秦可凡 | 惠嫂                     |
| 馮蔚衡 | 一品窩                   |
| 劉守正 | 阿強、年輕人             |
| 辛偉強 | 華仔、嫖客               |
| 麥青   | 外省商人                 |
| 曉華   | 外省商人妻子             |
| 陳麗卿 | 嬤嬤、遊客               |
| 劉紅荳 | 莉珍、妓女、客人         |
| 高瀚文 | 導遊、神父、客人         |
| 孫力民 | 明哥、棋客               |
| 彭杏英 | 阿美、衛生督察、孕婦     |
| 洪迎喜 | 阿Sa、妓女、公務員       |
| 黃慧慈 | 阿嬌、公務員、教友       |
| 李子瞻 | 張伯、醉漢、客人         |
| 郭志偉 | 收買佬、新的員工、公務員 |

## 場幕和曲目

### 第一幕
| 分場              | 曲名       | 作曲   | 編曲           | 填詞 |
| ----------------- | ---------- | ------ | -------------- | ---- |
| 第一場            | 序曲       | 顧嘉煇 | 顧嘉煇、徐日勤 |      |
| 第二場：百年老湯  | 祈福轉運   | 顧嘉煇 | 顧嘉煇、徐日勤 | 黃霑 |
| 第二場：百年老湯  | 春風綠華南 | 顧嘉煇 | 閻惠昌         | 黃霑 |
| 第二場：百年老湯  | 新的Pizza  | 顧嘉煇 | 顧嘉煇、徐日勤 | 黃霑 |
| 第三場：好景不再  |            |        |                |      |
| 第四場：新的Pizza | 新的之歌   | 顧嘉煇 | 顧嘉煇、徐日勤 | 黃霑 |
| 第五場：憂患重重  | 冬至之歌   | 顧嘉煇 | 閻惠昌         | 黃霑 |
| 第六場：策劃進攻  | 天娜心聲   | 顧嘉煇 | 閻惠昌         | 黃霑 |
| 第七場：搶客      | 搶客大戰   | 顧嘉煇 | 顧嘉煇、徐日勤 | 黃霑 |

### 第二幕
| 分場               | 曲名           | 作曲           | 編曲           | 填詞 |
| ------------------ | -------------- | -------------- | -------------- | ---- |
| 第八場：送外賣     | 送外賣         | 顧嘉煇         | 顧嘉煇、徐日勤 | 黃霑 |
| 第九場：姻緣石     | 如果可以       | 顧嘉煇         |                | 黃霑 |
| 第十場：詭計出籠   | 惡人先告狀     | 古曲《昭君怨》 | 顧嘉煇、閻惠昌 | 黃霑 |
| 第十一場：掃蕩     | 千祈洗地       | 顧嘉煇         | 顧嘉煇、徐日勤 | 黃霑 |
| 第十二場：慶功     |                |                |                |      |
| 第十三場：風暴     | 暴風雨         | 閻惠昌         |                |      |
| 第十四場：五味人生 | 五味人生       | 顧嘉煇         |                | 黃霑 |
| 第十四場：五味人生 | 打麵           | 顧嘉煇         | 閻惠昌         | 黃霑 |
| 第十五場：一桌盛宴 | 如果可以II     | 顧嘉煇         |                | 黃霑 |
| 第十五場：一桌盛宴 | 春風再綠華南   | 顧嘉煇         | 閻惠昌         | 黃霑 |
| 第十五場：一桌盛宴 | 酸酸甜甜香港地 | 顧嘉煇         | 顧嘉煇、徐日勤 | 黃霑 |

## 獎項及提名
- 第十五屆上海白玉蘭戲劇表演藝術獎主角獎（提名） - 周志輝[14]

- 第十五屆上海白玉蘭戲劇表演藝術獎配角獎 - 馮蔚衡[15]

## 影音產品
2006年，DVD發行，嘉利貿易公司出品。